# Campionati italiani primaverili di nuoto 1995
I quarantaduesimi Campionati italiani primaverili di nuoto si sono svolti a Firenze dal 9 al 12 marzo 1995. È stata utilizzata la vasca da 50 metri.

## Podi

### Uomini
| Evento               | Oro                                                                                                | Tempo    | Argento                     | Tempo    | Bronzo                | Tempo    |
| Stile libero         | |          |                             |          |                       |          |
| 50 m                 | René Gusperti                                                                                      | 23"22    | Piergiorgio De Felice       | 23"69    | Mauro Lanzoni         | 23"71    |
| 100 m                | Piermaria Siciliano                                                                                | 51"78    | Emanuele Idini              | 52"22    | René Gusperti         | 52"25    |
| 200 m                | Piermaria Siciliano                                                                                | 1'50"92  | Emanuele Idini              | 1'51"11  | Massimiliano Rosolino | 1'52"37  |
| 400 m                | Piermaria Siciliano                                                                                | 3'52"65  | Massimiliano Rosolino       | 3'54"91  | Alessandro Berti      | 3'55"09  |
| 1500 m               | Emiliano Brembilla                                                                                 | 15'32"03 | Alessandro Berti            | 15'44"23 | Samuele Pampana       | 15'47"26 |
| Dorso                | |          |                             |          |                       |          |
| 100 m                | Emanuele Merisi                                                                                    | 55"98    | Mirko Mazzari               | 57"24    | Luca Bianchin         | 57"81    |
| 200 m                | Emanuele Merisi                                                                                    | 1'59"20  | Mirko Mazzari               | 2'00"72  | Luca Bianchin         | 2'03"07  |
| Rana                 | |          |                             |          |                       |          |
| 100 m                | Davide Rummolo                                                                                     | 1'04"87  | Domenico Fioravanti         | 1'05"04  | Massimiliano Cagelli  | 1'05"13  |
| 200 m                | Fabio Farabegoli                                                                                   | 2'18"53  | Fabio Fusi                  | 2'18"98  | Davide Rummolo        | 2'19"28  |
| Farfalla             | |          |                             |          |                       |          |
| 100 m                | Luis Alberto Laera                                                                                 | 54"54    | Gianni Bragaglia            | 55"36    | Umberto Antonini      | 56"46    |
| 200 m                | Massimiliano Eroli                                                                                 | 2'02"09  | Andrea Oriana               | 2'02"18  | Dimitri Ricci         | 2'03"59  |
| Misti                | |          |                             |          |                       |          |
| 200 m                | Luca Sacchi                                                                                        | 2'03"97  | Emanuele Merisi             | 2'05"74  | Massimiliano Eroli    | 2'06"55  |
| 400 m                | Luca Sacchi                                                                                        | 4'21"68  |                             |          |                       |          |
| Staffette            | |          |                             |          |                       |          |
| 4x100 m stile libero | Centro Sportivo Carabinieri Alessandro Bacchi Luis Alberto Laera Emanuele Merisi Massimo Trevisan  | 3'28"03  | Fiamme Gialle               | 3'28"43  | Snam Gas Metano       | 3'32"87  |
| 4x200 m stile libero | Fiamme Gialle Emanuele Idini Stefano Battistelli Bruno Zorzan Piermaria Siciliano                  | 7'31"91  | Centro Sportivo Carabinieri | 7'33"37  | Cn Univ Uisp Bologna  | 7'43"43  |
| 4x100 m mista        | Centro Sportivo Carabinieri Emanuele Merisi Fabrizio Civallero Luis Alberto Laera Massimo Trevisan | 3'47"20  | Fiamme Gialle               | 3'51"80  | Rari Nantes Torino    | 3'56"52  |

### Donne
| Evento               | Oro                                                                           | Tempo   | Argento             | Tempo   | Bronzo              | Tempo   |
| Stile libero         |                                                                               |         |                     |         |                     |         |
| 50 m                 | Cecilia Vianini                                                               | 26"91   | Viviana Susin       | 26"92   | Chiara Corò         | 26"99   |
| 100 m                | Cecilia Vianini                                                               | 58"41   | Viviana Susin       | 58"90   | Cecilia Vallorini   | 58"99   |
| 200 m                | Lorenza Vigarani                                                              | 2'06"36 | Cecilia Vallorini   | 2'06"81 | Francesca Salvalajo | 2'07"29 |
| 400 m                | Lisa Giagnoni                                                                 | 4'21"13 | Cecilia Vallorini   | 4'21"55 | Anna Simoni         | 4'25"21 |
| 800 m                | Lorenza Vigarani                                                              | 8'57"35 | Lisa Giagnoni       | 8'59"09 | Anna Simoni         | 9'00"33 |
| Dorso                |                                                                               |         |                     |         |                     |         |
| 100 m                | Lorenza Vigarani                                                              | 1'04"03 | Francesca Bissoli   | 1'04"90 | Federica Barsanti   | 1'05"03 |
| 200 m                | Lorenza Vigarani                                                              | 2'13"47 | Francesca Salvalajo | 2'15"47 | Giovanna Tocchetto  | 2'16"28 |
| Rana                 |                                                                               |         |                     |         |                     |         |
| 100 m                | Manuela Dalla Valle                                                           | 1'12"04 | Federica Biscia     | 1'13"38 | Chiara Negrini      | 1'13"64 |
| 200 m                | Federica Biscia                                                               | 2'34"48 | Manuela Dalla Valle | 2'36"04 | Rossella Pescatori  | 2'38"57 |
| Farfalla             |                                                                               |         |                     |         |                     |         |
| 100 m                | Ilaria Tocchini                                                               | 1'03"04 | Francesca Felici    | 1'04"27 | Roberta Crescentini | 1'04"40 |
| 200 m                | Ilaria Tocchini                                                               | 2'16"28 | Elena Cuomo         | 2'17"53 | Laura Biazani       | 2'17"89 |
| Misti                |                                                                               |         |                     |         |                     |         |
| 200 m                | Ilaria Tocchini                                                               | 2'20"46 | Francesca Bissoli   | 2'21"00 | Chiara Negrini      | 2'21"39 |
| 400 m                | Laura Porchianello                                                            | 4'54"52 |                     |         |                     |         |
| Staffette            |                                                                               |         |                     |         |                     |         |
| 4x100 m stile libero | Aurelia Nuoto Lisli Ranucci Bartolini Cecilia Vallorini Alessandra Baldini    | 3'59"25 | Livorno Nuoto       | 3'59"96 | President NC        | 4'00"02 |
| 4x200 m stile libero | President Bologna Federica Calore Gagliardini Silvia Rachela Lorenza Vigarani | 8'36"75 | Snam Gas Metano     |         | Aurelia Nuoto       |         |
| 4x100 m mista        | Livorno Nuoto Malacalza Riparbelli Angela Peretti Cecilia Vianini             | 4'27"61 | President Bologna   | 4'31"05 | IC Bentegodi        | 4'31"55 |

### Classifiche per società

#### Maschile
| Pos.    | Società | Pti |
| ------- | ------- | --- |
| Oro     |         |     |
| Argento |         |     |
| Bronzo  |         |     |
| 4.      |         |     |
| 5.      |         |     |
| 6.      |         |     |
| 7.      |         |     |
| 8.      |         |     |
| 9.      |         |     |
| 10.     |         |     |

#### Femminile
| Pos.    | Società | Pti |
| ------- | ------- | --- |
| Oro     |         |     |
| Argento |         |     |
| Bronzo  |         |     |
| 4.      |         |     |
| 5.      |         |     |
| 6.      |         |     |
| 7.      |         |     |
| 8.      |         |     |
| 9.      |         |     |
| 10.     |         |     |